# 中國大騙局
《中國大騙局》（英語：The China Hustle）是一部2017年美國金融紀錄片，揭示在美國股市上市的中國公司長達數十年中，利用系統及程式引發的證券欺詐。紀錄片由傑德·羅斯汀（Jed Rothstein）執導，當中收錄了多名積極股東和盡責查證專家的訪談，他們發現了包括虛假會計、行文在內的欺詐行為，隨後賣空了有毒股票，以導致欺詐實體倒閉。經常導致集體訴訟、NASDAQ退市和美國證券交易委員會註銷。
《中國大騙局》2017年9月8日登上多倫多國際影展舉行全球首映，2018年3月23日於美國有限上映及VOD發行。

## 內容
2007年－2008年環球金融危機，隨著美國投資公司在為自己賺錢的同時，也尋找改善客戶投資業績的方法，這時中國企業開始尋求合作，但此時的美國人該國或其公司知之甚少。先讓不起眼的小型中國公司（如東方紙業和中強能源科技）與倒閉的美國公司（如）進行反向併購，從而在一夜之間在紐約證券交易所上市。加上比尔·克林顿助長炒作以及亨利·基辛格在B級投資公司組織的所謂「投資會議」上（如片中提及的羅斯資本合夥公司），從而增加了體面與可靠的扮相。這些公司的股票出現飆升，投資公司促使他們的投資者購買它們，並在途中吸走券商。當這些股票的價格跌至其實際價值時，毫無戒心的儲戶將在401(k)退休福利計畫中持有大量毫無價值的股票。
紀錄片調查了2008年至2016年美國華爾街二三線投資公司（如羅斯資本合夥公司）與中國小公司之間的勾結。片中出現的大多數公司都是以反向併購在紐約證券交易所上市。揭示了中國公司的實際收入（以向中國政府實體提交的文件）通常是向美国证券交易委员会提交的文件的十分之一。調查後，大多數公司從紐約證券交易所退市，進而讓美國投資者損失數十億美元。
2010年，包括新浪網絡版在內的中國報紙上都刊登了有關欺詐的訊息，但這些文章大多是中文，美國投資者對此並不知情。隨後，小型研究兼投資公司浑水研究發表了新浪報導的譯文，但並未受到關注度不高。影片的結尾部分強調了中國證券欺詐仍然缺乏監管——在大約四百家中國公司中，只有一位中國CEO因欺詐反向併購入獄，並暗示阿里巴巴集團和其他現有的中國公司持續聲稱的高增長率同樣具有欺騙的可能。

### 採訪
紀錄片採訪了如丹·大衛這樣的投資銀行家兼告發者，在閱讀盡職調查公司浑水研究的報告後，決定賣空許多被炒作的中國低價股。《華爾街日報》和《紐約時報》的記者米契·努斯鮑姆（Mitchell Nussbaum）是代表影片中出現的中國公司律師事務所，出售股票並發布「買進」建議的投資銀行家，向客戶和退休的美國陸軍上將韦斯利·克拉克介紹這些股票；他和保羅·吉爾斯（Paul Gills，北京大学教授）是另一家出售這些股票的公司董事長。紀錄片還揭示毕马威與普华永道等大型會計師事務所在簽署其在中國的關聯公司審計報告時出現的問題；這些問題可能還沒有完全得到驗證，但卻是全球所有大型會計師事務所都遵循的規則。

## 發行
本片2017年9月8日登上多倫多國際影展舉行全球首映。2018年3月23日在美國有限上映及VOD發行；4月至香港國際金融中心放映。

## 反響
《中國大騙局》在影評界取得普遍好評。在爛番茄網站上根據34篇影評，本片新鮮度達79%，平均得分6.7／10；該網站共識：「傑德·羅斯汀的精彩紀錄片《中國大騙局》也許缺乏足夠令人滿意的火氣，但卻是關於地緣政治規模金融欺詐資料充足的入門讀物。」《富比士》的馬克·休斯（Mark Hughes）稱本片為「年度最重要的電影」。羅傑·埃伯特網的蒂娜·哈桑尼婭（Tina Hassannia）從滿分四星中給予兩星半，認為儘管該片揭示了中國對美國金融市場的危機，但包含受害投資人在內的美國人民仍選擇漠視或無所作為：「這類電影及系列非常擅長直觀地解釋難以理解的金融概念，並用上專業人士的知識和聲音，他們不得不向客戶解釋一百萬次，但往往在暗示真正的社會變革時止步。」

## 外部連結
- 互联网电影数据库（IMDb）上《中國大騙局》的资料（英文）